# 勇気のファイター
「勇気のファイター」（ゆうきのファイター）はYASUのシングル。

## 内容
OVA『うしおととら』オープニングテーマ。カップリングは同作の主人公の蒼月潮を演じる佐々木望の曲で、同作のエンディングテーマである。

## 収録曲
1. 勇気のファイター（YASU）
作詞：及川眠子　作曲・編曲：葉山たけし
2. Dear My Best Friend（佐々木望）
作詞：及川眠子　作曲・編曲：西脇辰弥

## レコーディング参加
- 葉山たけし - ギター、シンセサイザー
- 栗林誠一郎 - コーラス